# Sans toi (45 tours Serge Lama)
Pour les articles homonymes, voir Sans toi.
Albums de Serge Lama
Quatre chansons d'Emil Stern et Serge Lama Les Ballons rouges
Sans toi est un super 45 tours de Serge Lama,  sorti sous le label La Voix de son maître en 1966. À l'origine, diffusé sans titre, il porte ici celui de la première chanson de la face A,. 

## Titres
| No | Titre                 | Auteur                    | Durée |
| -- | --------------------- | ------------------------- | ----- |
| 1. | Sans toi              | Serge Lama - Yves Gilbert |       |
| 2. | La Guerre à vingt ans | Serge Lama - Emil Stern   |       |
| 3. | Madame Poupon         | Serge Lama- Yves Gilbert  |       |
| 4. | Y'a pas à dire        | Serge Lama - Emil Stern   |       |